# Посольство Туркменистана в Беларуси
Посольство Туркменистана в Республике Беларусь (туркм. Türkmenistanyň Belarus Respublikasyndaky Ilçihanasy) — официальная дипломатическая миссия Туркменистана в Республике Беларусь, расположена в Минск на проспекте Победителей. Дипломатические отношения между Туркменистаном и Республикой Беларусь установлены 21 января 1993 года.
Адрес посольства: 220035 Минск, проспект Победителей, 69.

## История
Посольство Туркменистана открылось в октябре 1995 года в Минске. Первым послом был назначен Илья Вельджанов.
В 2007 году на должность посла был назначен Ата Гундогдыев.
28 апреля 2011 года было подписано соглашение «О взаимном предоставлении земельных участков для размещения Посольства Туркменистана в Республике Беларусь и Посольства Республики Беларусь в Туркменистане».
С 2012 по 2014 год Чрезвычайным и Полномочным Послом Туркменистана в Республике Беларусь являлся Мурад Язбердиев.
В марте 2015 года Назаргулы Шагулыев был назначен Чрезвычайным и Полномочным Послом Туркменистана в Республике Беларусь.

## Послы
1. Илья Вельджанов (1994—2007)
2. Ата Гундогдыев (2007—2012)
3. Язбердиев Мурад Какаевич (2012—2014)
4. Назаргулы Шагулыев (с 2015)

## Комплекс зданий Посольства
В 2014 году во время официального визита Президента Туркменистана Гурбангулы Бердымухамедова в Республику Беларусь была заложена капсула в основание нового посольства Туркменистана в Минске. Контракт на проектирование и строительство заключен с компанией «Ренессанс». Общая площадь застройки составила 7137 м². Строительство закончилось в феврале 2016 года. Официальное открытие состоялось 12 мая 2016 года при участии Президента Беларуси Александра Лукашенко и Президента Туркменистана Гурбангулы Бердымухамедова.